# Josh Hancock
Josh Hancock (Cleveland, 11 de abril de 1978 – St. Louis, 29 de abril de 2007) foi um jogador profissional de beisebol estadunidense.

## Carreira
Josh Hancock foi campeão da World Series 2006 jogando pelo St. Louis Cardinals. Na série de partidas decisiva, sua equipe venceu o Detroit Tigers por 4 jogos a 1.